# John Allen Nelson
John Allen Nelson (ur. 28 sierpnia 1959 w San Antonio) – amerykański aktor, scenarzysta i producent filmowy i telewizyjny.

## Życiorys

### Wczesne lata
Urodził się w San Antonio w stanie Teksas jako syn Axela i Linney Nelsonów. Swoje pierwsze trzy lata życia spędził w Niemczech wraz z trojgiem rodzeństwa – bratem Davidem i siostrami: Nancy i Dianą. Jego ojciec pracował jako doktor dla Sił Powietrznych Stanów Zjednoczonych. Jego rodzina przeprowadziła się potem do Georgii Południowej i po dłuższym czasie przeniosła się do Teksasu, gdzie rozpoczął studia medyczne na Southern Methodist University (Południowym Metodystycznym Uniwersytecie) w Dallas. Po trzech latach studiów uświadamiał sobie potrzebę zaistnienia przed kamerą telewizyjną. Brał udział w warsztatach aktorskich Joanne Woodward w Nowym Jorku.

### Kariera
Rozpoczął swoją karierę telewizyjną jako Jack Boyd w serialu kryminalnym CBS The Edge of Night (Krawędź nocy, 1983-84). Popularność zdobył rolą Warrena Lockridge’a w operze mydlanej NBC Santa Barbara (1984-86).
W 1987 roku zadebiutował na dużym ekranie w dwóch produkcjach: sensacyjnym filmie przygodowym Komandosi Sajgonu (Saigonu Saigon) oraz w roli tytułowej w komedii Hunk. Zwrócił na siebie uwagę telewidzów w serialu Słoneczny patrol (Baywatch, 1990-95) w roli ratownika Johna D. Corta.
W 1998 roku debiutował jako scenarzysta i producent filmu Schronienie (Shelter), w którym zagrał postać agenta skarbowego. Jest też autorem scenariusza filmów: Najlepsi z najlepszych 2 (Best of the Best II, 1993) z Erikiem Robertsem, Amerykański Yakuza (American Yakuza, 1993) z Viggo Mortensenem czy Kryminalna pasja (Criminal Passion, 1994) z Joan Severance i Anthonym Denisonem.
Zagrał potem w serialach: 24 godziny (24, 2005−2006) jako Walt Cummings, przewodniczący bezpieczeństwa wiceprezydenta Charlesa Logana oraz Zaginiona (Vanished, 2006) w roli senatora stanu Georgia Jeffreya Collinsa.

### Życie prywatne
W lutym 1988 ożenił się z Åse Samuelsson, z którą ma dwoje dzieci: syna Axela (ur. 1990) i córkę Lineę (ur. 1994). Jednak wrześniu 2005 roku doszło do rozwodu. Dzieci zamieszkały wraz z matką w Szwecji. Tuż przed świętami Bożego Narodzenia 2006 podczas gry w Scrabble poznał aktorkę Justine Eyre, która wystąpiła u jego boku w serialu Sheena (2001) z Geną Lee Nolin w roli tytułowej. Pobrali się 23 września 2007 w Château de Farcheville w Paryżu.

## Filmografia

### Obsada aktorska

#### Filmy fabularne
- 1987: Hunk jako Hunk Golden
- 1987: Saigon Commandos jako Timothy Bryant
- 1988: Mordercze klowny z kosmosu (Killer Klowns from Outer Space) jako Dave Hanson
- 1989: Łowca śmierci 3: Deathstalker i Wojownicy z Piekieł (Deathstalker and the Warriors from Hell) jako Łowca śmierci
- 1993: Branie Swobody (Taking Liberty)
- 1994: Kryminalna pasja (Criminal Passion) jako Connor Ashcroft
- 1996: Follow Me Home jako Perry
- 1998: Schronienie (Shelter) jako Martin Roberts
- 2010: Miasto złodziei (The Town) jako komandor HRT/FBI Swat

#### Filmy TV
- 1989: Perry Mason: The Case of the Lethal Lesson jako Frank Wellman Jr.
- 1990: Dobra partia (Rich Men, Single Women) jako Travis
- 1994: XXX's & OOO's jako Andy St. James
- 2003: Słoneczny patrol – Ślub na Hawajach (Baywatch: Hawaiian Wedding) jako John D. Cort
- 2008: Knight Rider jako kongresmen Childress

#### Seriale TV
- 1983-84: The Edge of Night jako Jack Boyd
- 1984: Loving jako Duke Rochelle
- 1984-86: Santa Barbara jako Warren Lockrige
- 1987: Detektyw Hunter (Hunter) jako doktor Tim Donaldson
- 1987: Buck James
- 1987: Strach na wróble i Pani King (Scarecrow and Mrs. King) jako Brian Dubinski
- 1988: Heartbeat jako Bobby
- 1989: Booker jako Ronald Arrizola
- 1989: Matlock jako Terry Maslin
- 1989: Zagubiony w czasie (Quantum Leap) jako kapitan „Bird Dog” Birdell
- 1990-95: Słoneczny patrol (Baywatch) jako J.D. Cort
- 1991: Napisała: Morderstwo (Murder, She Wrote) jako Tod Sterling
- 1993: Matlock jako Bill Parker
- 1994: Przyjaciele (Friends) jako Paul the Wine Guy
- 1994-95: Słodka sprawiedliwość (Sweet Justice) jako Logan Wright
- 1997: Baza Pensacola (Pensacola: Wings of Gold) jako kapitan Tom Redding
- 1998: Zdarzyło się jutro (Early Edition) jako Ricky Brown
- 1998: Misja w czasie (Seven Days) jako Mike Clary
- 1999: V.I.P. jako Lambert, agent FBI
- 2000−2002: Sheena jako Matt Cutter
- 2005: CSI: Kryminalne zagadki Miami (CSI: Miami) jako Mike
- 2005−2006: 24 godziny (24) jako Walt Cummings
- 2006: Zaginiona jako senator Jeffrey Collins
- 2007: Krok od domu (Close to Home) jako prokurator William Sheffield
- 2007: Ocalić Grace (Saving Grace) jako Buck Crussing
- 2008: Tożsamość szpiega (Burn Notice) jako Lesher
- 2008: Bez śladu (Without a Trace) jako Mark Duncan
- 2008: Chirurdzy (Grey’s Anatomy) jako Arthur Saltonoff
- 2008–2009: Privileged jako Arthur Smith
- 2009: Zabójcze umysły (Criminal Minds) jako Dan Murphy
- 2009: Jej Szerokość Afrodyta (Drop Dead Diva) jako D.A. Callahan
- 2013: Castle jako Walter Dennis
- 2014-: Stan kryzysowy (Crisis) jako prezydent DeVore
- 2016–2017: Crazy Ex-Girlfriend jako Silas Bunch

### Scenariusz
- 1991: Nocne kłopoty (Sunset Heat)
- 1993: Najlepsi z najlepszych 2 (Best of the Best II)
- 1994: Amerykański Yakuza (American Yakuza)
- 1994: Kryminalna pasja (Criminal Passion)
- 1995: Słoneczny patrol (Baywatch) – odcinek pt. Deep Trouble
- 1998: Schronienie (Shelter)

### Producent
- 1994: Kryminalna pasja (Criminal Passion)
- 1998: Schronienie (Shelter)